# Турнеја Британских и Ирских Лавова по Аустралији 1899.
Турнеја Британских и Ирских Лавова по Аустралији 1899. (службени назив:1899 British Isles tour to Australia) је била турнеја острвског рагби дрим тима по Аустралији 1899. Најбољи рагбисти Ирске и Велике Британије су одиграли укупно 21 утакмицу на овој турнеји. Лавови су победили у серији са 3:1. У тиму је био 21 рагбиста,  било је Велшана, Ираца, Шкотланђана и Енглеза. Било је предлога да се неки мечеви играју и на Новом Зеланду, али то није усвојено. Рагби савез Енглеске је финансирао путовање, док је трошкове хране и смештаја обезбедио рагби савез Новог Јужног Велса. Британци су планирали турнеју по Аустралији још 1898. али су одустали. Постојала је могућност и да Британци оду на турнеју по Јужној Африци и по Новом Зеланду 1899. Ипак то се није десило. Лавови су до Аустралије путовали бродом пет недеља. Била је ово успешна турнеја за њих, пошто су изгубили само три утакмице.

## Тим
Стручни штаб
- Тренер Метју Мулинекс, Енглеска

Играчи
'Скрам'
- Френк Стоут, Енглеска
- Валас Џерман, Енглеска
- Греј, Шкотска
- Џорџ Гибсон, Енглеска
- Вилијам Џадскин, Енглеска
- Фредерик Белсон, Енглеска
- Џон Франкомб, Енглеска
- Блер Сванел, Енглеска
- Гај Еверс, Енглеска
- Том МекГаун, Северна Ирска
- Алан Смит, Енглеска

'Бекови'
- Есмонд Мартели, Ирска
- Чарлс Томпсон, Енглеска
- Алек Тимс, Шкотска
- Елиот Никлсон, Енглеска
- Алф Бачер, Шкотска
- Гвин Николис, Велс
- Гери Доран, Енглеска
- Метју Мулинекс, Енглеска
- Џорџ Моксон, Енглеска
- Чарлс Адамсон, Енглеска

## Утакмице
| Утак. | Тим                       | Резултат | Тим    |
| ----- | ------------------------- | -------- | ------ |
| 1.    | Централ Саутерн           | 3:11     | Лавови |
| 2.    | Нови Јужни Велс           | 3:4      | Лавови |
| 3.    | Метрополитан              | 5:8      | Лавови |
| 4.    | Валабиси                  | 13:3     | Лавови |
| 5.    | Товумба                   | 5:19     | Лавови |
| 6.    | Квинсленд                 | 11:3     | Лавови |
| 7.    | Бунданберг                | 3:36     | Лавови |
| 8.    | Рокемптон                 | 3:16     | Лавови |
| 9.    | Маунт Морган              | 3:29     | Лавови |
| 10.   | Централни Квинсленд       | 3:22     | Лавови |
| 11.   | Марибороф                 | 8:27     | Лавови |
| 12.   | Валабиси                  | 0:11     | Лавови |
| 13.   | Њу Ингланд                | 4:6      | Лавови |
| 14.   | Нортерн                   | 0:28     | Лавови |
| 15.   | Нови Јужни Велс           | 5:11     | Лавови |
| 16.   | Метрополитан              | 8:5      | Лавови |
| 17.   | Валабиси                  | 10:11    | Лавови |
| 18.   | Западни окрузи            | 0:19     | Лавови |
| 19.   | Валабиси                  | 0:13     | Лавови |
| 20.   | Комбинована школска екипа | 3:21     | Лавови |
| 21.   | Викторија                 | 0:30     | Лавови |

### Генерални учинак
| Одиграно утакмица | Победа Лавова | Нерешено | Пораз Лавова |
| ----------------- | ------------- | -------- | ------------ |
| 21                | 18            | 0        | 3            |

| Победник турнеје 1899. |
| ---------------------- |
| Лавови (3-1)           |

## Статистика
Највећа посета
28 000 гледалаца, први тест меч
Највише поена против Аустралије
Чарли Адамсон 17 поена